# Кукковка (район Петрозаводска)
Ку́кковка — район в южной части города Петрозаводска, один из самых больших районов города. Поблизости расположена самая высокая точка города, одноимённая гора.
В XIX веке был пригородной деревней, в которой строили дачи петрозаводские чиновники. В этом районе действовал небольшой кирпичный завод купца М. П. Корытова.
С 1930-х район «посёлок Кукковка» включён в городскую черту. Во время Великой Отечественной войны в нём располагался финский концентрационный лагерь № 1 для гражданских лиц, позже лагерь УИТЛК.

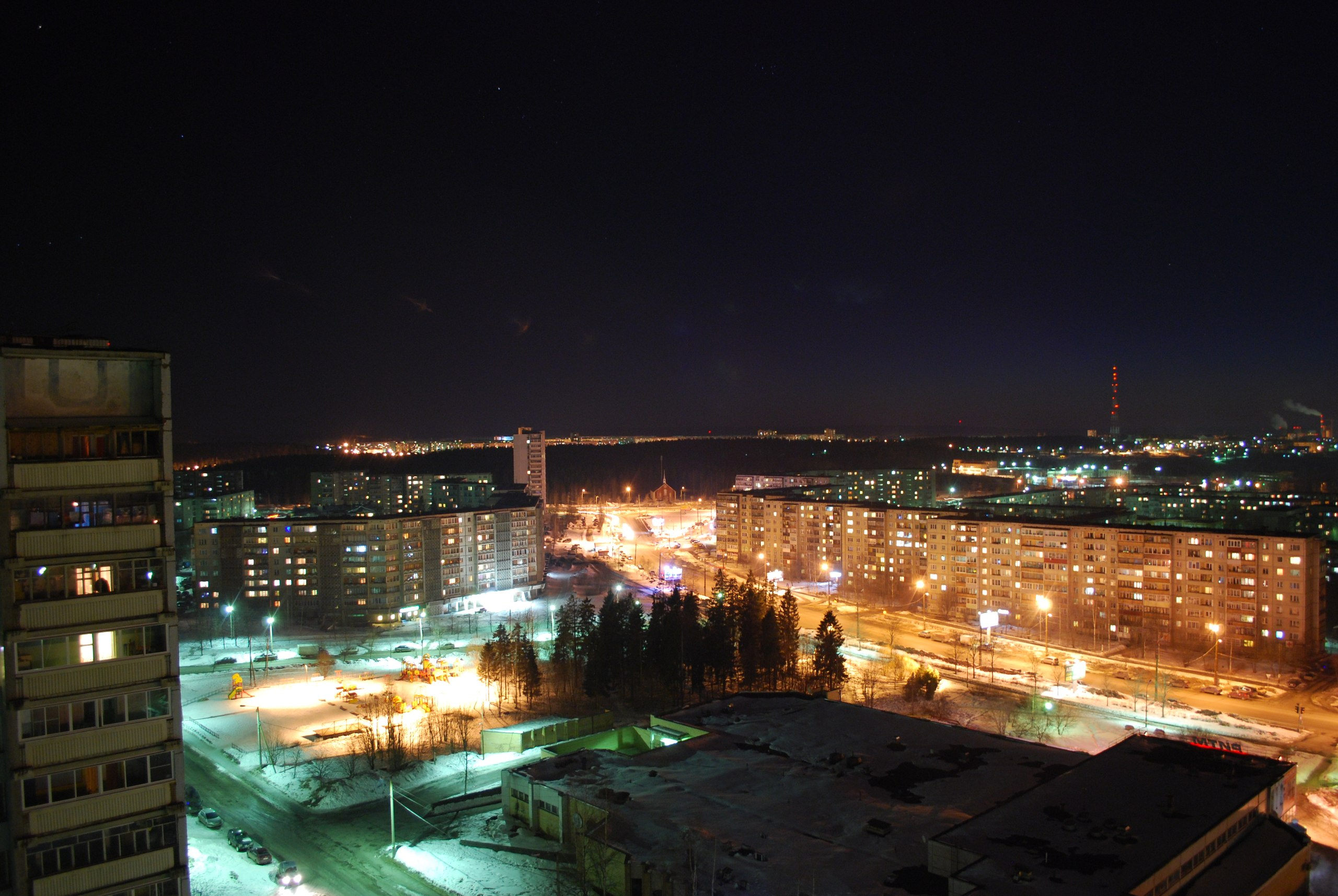
Новая Кукковка

В 1976—1988 гг. было произведено строительство т. н. «Новой Кукковки», первого высотного спального района Петрозаводска. Планы по строительству новых домов на Старой Кукковке (Кукковке-II) были прерваны экономическим кризисом, в результате чего микрорайон остался зоной индивидуальной жилой застройки. Удачное градостроительное решение микрорайона Кукковка-3 отмечено Дипломом I степени на II Всероссийском смотре.

## Название
Название району дала гора Кукковка, на которой располагается район. По одной из версий, в названии закрепилось карельское слово kukko — «петух». Этимология названия символически отражена в скульптуре «Кукковский петух» на улице Ровио. Согласно другой версии, название района происходит от вепсского слова kuk — «гора, холм, вершина горы»..

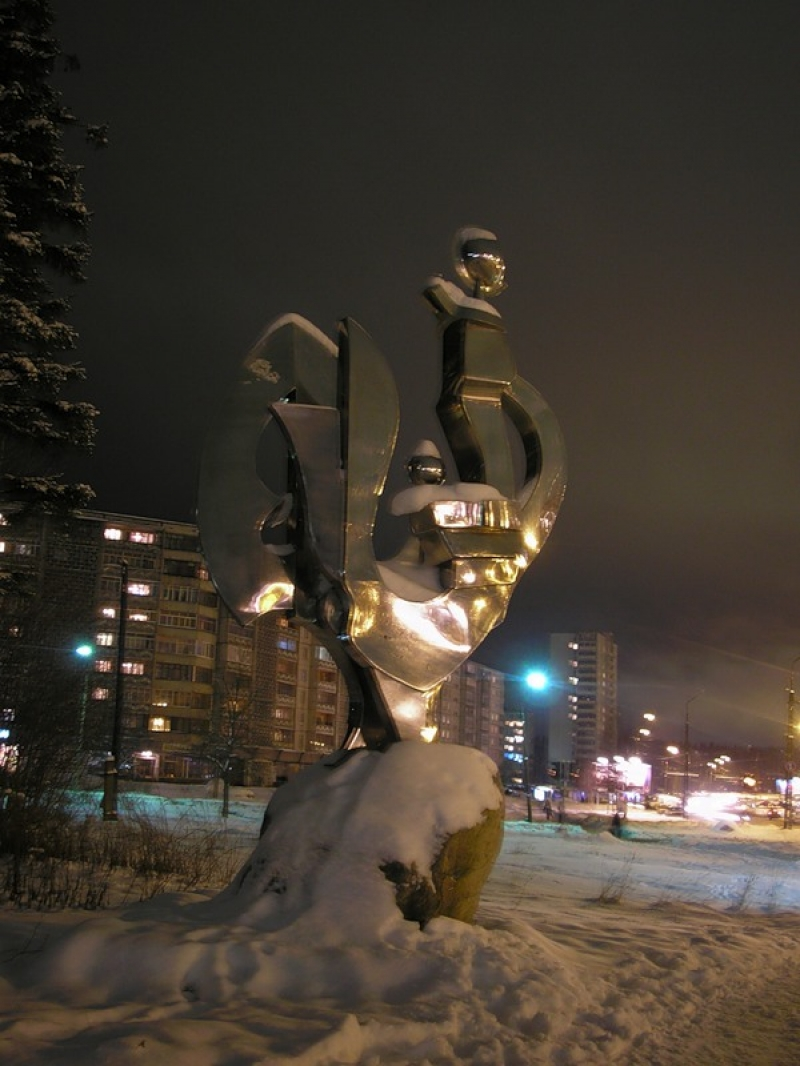
Петух на улице Ровио

## Описание района
Население района составляет около 50.000 человек. На Кукковке насчитывается 3 торговых центра, 2 торговых дома, более 50 продуктовых и промтоварных магазинов. Также до 2010 года работал кукковский рынок «Ювенал», на месте которого в настоящее время построен гипермаркет «Магнит». В районе расположены 5 школ — № 2, 5, 26, 34 и лицей № 13, детская музыкальная школа им. Г. В. Свиридова, а также 11 детских садов (из них 2 частных). На Старой Кукковке находится институт экономики и права Петрозаводского Государственного университета. Работают библиотека № 3 имени Н. А. Клюева и библиотека № 20. Ранее на Лыжной улице функционировал кинотеатр «Строитель», в здании которого с конца 1990-х годов располагается телекомпания «Ника». Кроме этого, на Кукковке имеются: городская детская поликлиника № 2, филиал 4-й городской поликлиники, природный парк «Беличий остров» и спортивный (лыжно-горнолыжный) комплекс «Курган». На Кукковке находятся картодром «Карелия» и Петрозаводский скалодром.
С осени 2012 года в зелёной зоне района, на пересечении улиц Ровио и Торнева, возводится храм в честь Казанской иконы Божией Матери. Храм строится по проекту петрозаводского архитектора, члена Союза архитекторов Карелии Л. А. Беляевой. Здание церкви высотой в 15 метров будет каменным и крестово-купольным, по своей стилистике оно напомнит древние храмы Новгорода и Пскова.
Троллейбусное сообщение с остальной частью города установлено в 1984 г. В районе находится конечная станция двух троллейбусных маршрутов. Также Кукковку обслуживают 6 маршрутов городских автобусов.

## Достопримечательности
- Кукковский петух
- Памятник Густаву Ровио
- Скульптура «Герои басен Крылова» (демонтирована администрацией г. Петрозаводска в 2021 г.).

## География
Исторически территория Кукковки делится на несколько внутренних районов, которые, в свою очередь, состоят из микрорайонов и жилых комплексов.
- Новая Кукковка (Кукковка-I)
  - Кукковка-1А
  - Кукковка-1
  - Кукковка-2
  - Кукковка-3
  - Кукковка-4
  - Кукковка-5
- Старая Кукковка (Кукковка-II)
- Южная Кукковка (Кукковка-III)
  - Южная Кукковка-1
  - Южная Кукковка-2
  - Южная Кукковка-3
  - Южная Кукковка-4
  - Южная Кукковка-5
  - Южная Кукковка-6
  - Южная Кукковка-7
  - Кукковка-6
  - Усадьбы
- Курган
- посёлок Лососинка
- Таратайкинское

## Элементы улично-дорожной сети Кукковки
- Улица Алексея Фофанова
- Балтийская улица
- Улица Белинского
- Проезд Белинского
- Улица Братьев Озеровых
- Вепсский проезд
- Вересковый проезд
- Вилговский проезд
- Вытегорское шоссе
- Улица Генерала Судакова
- Улица Генерала Фролова
- Проезд Героев-Десантников
- Улица Глинки
- Гранитная улица
- Заозерский проезд
- Улица Ивана Земнухова
- Ивовый проезд
- Улица Ильича
- Калиновая улица
- Каменоборская улица
- Карельский проспект
- Киндасовский проезд
- Комсомольский проспект
- Улица Короленко
- Переулок Котовского
- Улица Котовского
- Ладвинский проезд
- Ладожская улица
- Лахденпохский проезд
- Переулок Лермонтова
- Улица Лермонтова
- Лиственная улица
- Улица Ломоносова
- Лоухский проезд
- Лыжная улица
- Лыжный переулок
- Марциальный проезд
- Мелиоративный проезд
- Мончегорская улица
- Морошковый проезд
- Моховой проезд
- Улица Некрасова
- Улица Олега Кошевого
- Ольховый проезд
- Орзегский проезд
- Улица Парфёнова
- Питкярантская улица
- Половинный проезд
- 1-й Радиальный проезд
- 2-й Радиальный проезд
- Улица Ровио
- Розовая улица
- Переулок Рылеева
- Улица Рылеева
- Переулок Серафимовича
- Улица Серафимовича
- Серебристая улица
- Сортавальская улица
- Сосновая улица
- Тенистая улица
- Проезд Тидена
- Улица Торнева
- Ужесельгский проезд
- Улица Ульянова
- Улица Ульяны Громовой
- Усадебная улица
- 1-й Усадебный проезд
- 2-й Усадебный проезд
- 3-й Усадебный проезд
- 4-й Усадебный проезд
- Переулок Фёдора Глинки
- Проезд Художников Авдышевых
- Цветочная улица
- Улица Челюскинцев
- Улица Чехова
- Шелтозерский переулок
- Шокшинский проезд
- Переулок Щербакова
- Улица Щербакова
- Улица Энтузиастов
- Ясеневый проезд
- Парк Беличий Остров
- Вытегорский сквер
- Лесопарк Защитников Города
- Сквер Кукковский Петух
- Ломоносовская аллея
- Сортавальский бульвар
- Парк Цыганская Горка